# پارکستون (داکوتای جنوبی)
پارکستون(به انگلیسی: Parkston) شهری در ایالت داکوتای جنوبی کشور ایالات متحده آمریکا است که جمعیت آن در سرشماری سال ۲۰۱۰ میلادی، ۱٬۵۰۸ نفر بوده‌است.